# Ли Хуэйтан
Ли Хуэйта́н (кит. упр. 李惠堂, пиньинь Lǐ Huìtáng, 16 октября 1905, Тайхан, Гонконг — 4 июля 1979, Козуэй-Бей, Гонконг) — китайский футболист и главный тренер. В родной стране он часто рассматривается как величайший футболист в истории Китая в связи с его достижениями, в том числе победами в нескольких Дальневосточных играх-чемпионатах со сборной; он также был капитаном национальной команды в её первом в истории олимпийском турнире 1936 года, который состоялся в Берлине. У него также была чрезвычайно успешная клубная карьера, он играл преимущественно за «Саут Чайна» и помог клубу заслужить репутацию наиболее успешной команды в истории Гонконга. После его ухода со спорта он стал тренером и успешно работал преимущественно в тренерском штабе Китайского Тайбэя, где его главным достижением стала победа на Азиатских играх 1954.

## Биография
Когда Ли было шесть лет, отец отправил его учиться на свою родину, в уезд Чанлэ провинции Гуандун (после Синьхайской революции уезд был в 1914 году переименован из «Чанлэ» в «Ухуа»). Он вернулся в Гонконг в возрасте одиннадцати лет.
Ли Хуэйтан начал свою футбольную карьеру с «Саут Чайна», где он быстро проявил себя как очень талантливый нападающий и был включён в первую команду в 1922 году в возрасте 17 лет.
Ли родился в Гонконге, но играл за национальную сборную Китая, с которой выиграл Дальневосточные игры-чемпионат в 1925, 1927, 1930 и 1934 годах, а в 1936 году он был капитаном национальной команды, которая участвовала в олимпийском турнире в Берлине.
Он был главным тренером «Саут Чайна» после Второй мировой войны. В 1948 году он был назначен тренером сборной Китая, а после гражданской войны в Китае он тренировал сборную Китайской республики. Он также тренировал сборные Гонконга. В 1960 году он стал вице-председателем Футбольной ассоциации китайского Тайбэя, а в 1965 году он стал вице-президентом ФИФА, став первым китайцем, назначенным на эту должность.
Он умер в возрасте 73 лет в Гонконге.